# Kingston Wall
Kingston Wall var en finländsk rockgrupp, bildad 1987 i Helsingfors. Bandet bestod av sångaren och gitarristen Petri Walli, basisten Jukka Jylli samt trummisen Sami Kuoppamäki. Genom influenser av den klassiska rockstil som gjorts berömd av artister som Jimi Hendrix, Led Zeppelin och Pink Floyd, kombinerade gruppen österländska teman, mystik och intensiv psykedelisk med acid rock.
Mellan 1992 och 1994 gav Kingston Wall ut sina tre studioalbum, betitlade I, II och III efter romerska siffror. Därefter upplöstes bandet som följd av Petri Wallis bortgång sommaren 1995 när han hoppade ner från balkongen vid Tölö kyrka. Under 2000-talet har Jukka Jylli och Sami Kuoppamäki återupptagit sina musikkarriär i bandet Zook, frontat av Bryn Jones.

## Diskografi

### Studioalbum
- 1992 - I (tidigare även Kingston Wall)
- 1993 - II
- 1994 - III - Tri-Logy

### Andra album
- 2000 - Freakout Remixes
- 2005 - Real Live Thing (3CD samlingsbox)

### Singlar
- 1993 - "We Cannot Move"/"She's So Fine"/"I Feel Love"/"Between the Trees"
- 1994 - "Stüldt Håjt"/"Have You Seen the Pyg-mies?"/"Time"
- 1994 - "The Real Thing, Radio Edits"